# Rio Mearim
Rio Mearim är ett vattendrag i Brasilien.   Det ligger i delstaten Maranhão, i den nordöstra delen av landet, 1 500 km norr om huvudstaden Brasília.
Omgivningarna runt Rio Mearim är en mosaik av jordbruksmark och naturlig växtlighet. Runt Rio Mearim är det glesbefolkat, med 12 invånare per kvadratkilometer, men den rinner även genom större tätorter som Bacabal. Rio Meraim mynnar tillsammans med Rio Maracu ut i Baía de São Marcos sydväst om São Luís.